# Гусячий переліт
Гусячий переліт — палеонтологічний природний пам'ятник. Розташований у Павлодарській області, в міській смузі Павлодара, на правому березі річки Іртиш. Є одним з найбільш відомих поховань неогеновихтварин. Було відкрито в 1928 році Ю. О. Орловим, вивчається з 1929 року, розкопки ведуться з 1930 року.
Виявлено кістки понад 60 видів викопних тварин. Гусячий переліт відомий як одно з найбільших в Євразії місцезнаходжень гіпаріонової фауни, вік якої складає 4-4,5 млн років: хілотерія, синотерія — носорога, махайрода — шаблезубого тигра, лагомерікса, самотерія, а також багатьох видів гризунів тощо.
З 1971 року перебуває під охороною держави. Місцезнаходження є 800-метровою ділянкою схилу правого берега Іртиша вгору за течією від залізничного моста у межах прибережного мікрорайону Павлодара. Близькість міської забудови становить загрозу для пам'ятника, проблеми його охорони підіймали вже в 1956 році. Існує проєкт створення палеонтологічного музею «Гусячий переліт» просто неба.